# Gambia ai Giochi della XXIX Olimpiade
Il Gambia ha partecipato ai Giochi della XXIX Olimpiade di Pechino, svoltisi dall'8 al 24 agosto 2008, con una delegazione di 3 atleti.

## Atletica leggera
| Gara            | Atleta          | Batterie | Batterie | Quarti | Quarti | Semifinali | Semifinali | Finale | Finale |
| Gara            | Atleta          | Tempo    | Pos.     | Tempo  | Pos.   | Tempo      | Pos.       | Tempo  | Pos.   |
| --------------- | --------------- | -------- | -------- | ------ | ------ | ---------- | ---------- | ------ | ------ |
| 100 m maschili  | Suwaibou Sanneh | 10"52    | 5        |        |        |            |            |        |        |
| 100 m femminili | Fatou Tiyana    | 12"25    | 7        |        |        |            |            |        |        |

## Pugilato
| Gara      | Atleta     | Sedicesimi                  | Ottavi | Quarti | Semifinali | Finale |  |
| --------- | ---------- | --------------------------- | ------ | ------ | ---------- | ------ |  |
| Pesi medi | Badou Jack | Vijender Singh (India) 2-13 |        |        |            |        |  |